# Мерцених
См. также: Michael Merzenich.
Мерцених (нем. Merzenich) — община в Германии, в земле Северный Рейн-Вестфалия.
Подчиняется административному округу Кёльн. Входит в состав района Дюрен. Население составляет 9769 человек (на 31 декабря 2010 года). Занимает площадь 37,91 км².
Коммуна подразделяется на 4 сельских округа.

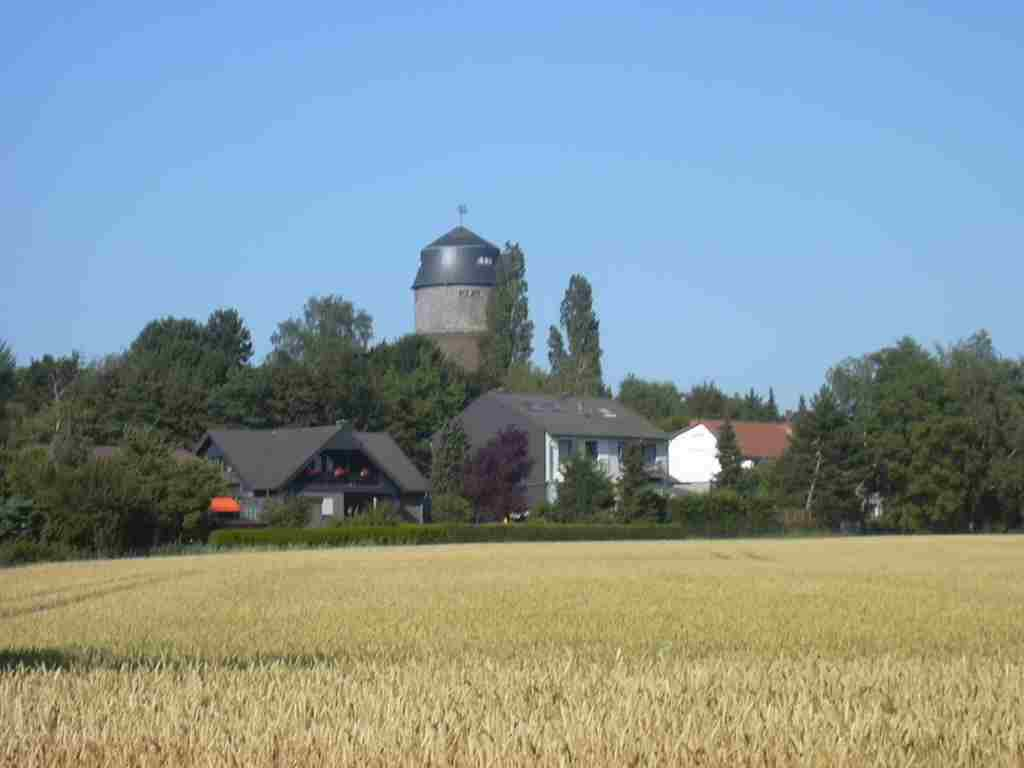
Мерцених, бывшая ветряная мелница